# نجم من النوع المتأخر

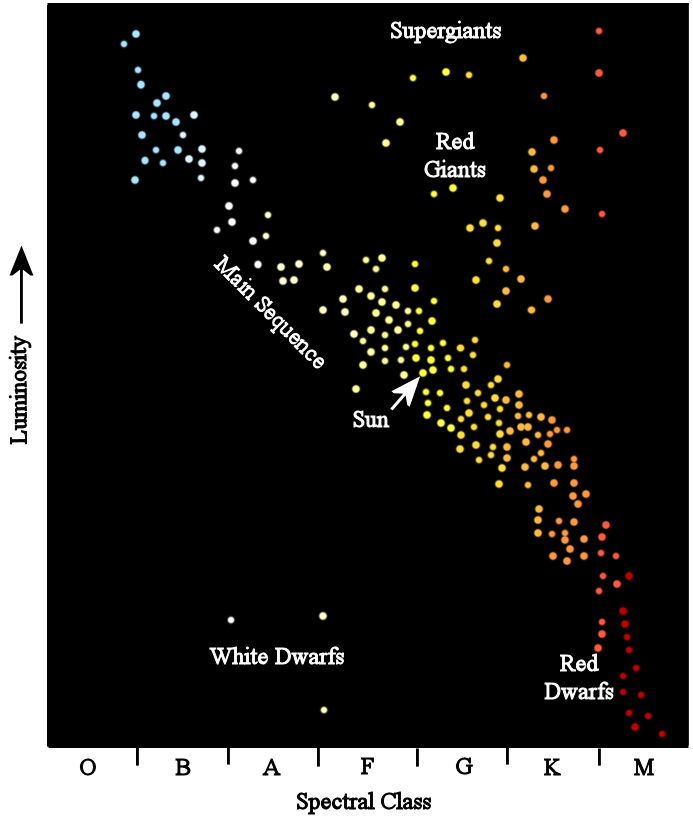
"النسق الأساسي" هو المكان الذي تقضي فيه النجوم القزمة مثل الشمس معظم عمرها النشط.

في تصنيف النجوم النجم من النوع المتأخر (بالإنجليزية: Late-type star)‏ هو نجم منخفض الحرارة نسبياً (لة درجة حرارة سطح أقل من الشمس) ينتمي إلى إحدى الزمر الطيفية K، M، C، أو S وغالبا ما يتم تضمين نجوم النوع G أيضا.يمكن أن تكون النجوم المتأخرة ذات كتلة منخفضة أقل من كتلة الشمس إذا كانت على النسق الأساسي، أو أضخم من الشمس إذا كانت عمالقة .
ويعود هذا المصطلح إلى أوائل القرن العشرين، في الفترة التي كان يعتقد فيها أن نجوم النسق الأساسي في مخطط هرتزسبرنغ - رسل تبداء تاريخها كنجوم من النوع O، B، أو A، ثم تصبح باردة لتكون نجوم من النوع المتأخر..وما زال هذا المصطلح مستخدماً حتى يومنا هذا ، ومن جهة أخرى يطلق على فئة النجوم شديدة الحرارة نسبياً: نجوم من النوع المبكر.